# Lobophyllia pachysepta
Lobophyllia pachysepta là một loài san hô trong họ Mussidae. Loài này được Chevalier mô tả khoa học năm 1975.